# 天主教艾格瓦特教區
天主教艾格瓦特教區（拉丁語：Dioecesis Alindaoensis）是阿爾及利亞一個羅馬天主教教區，直屬教廷。
1901年7月19日建立宗座監牧區，1948年6月10日升為代牧區。1955年9月14日升為教區。
教區包括阿特拉斯山脈以及南部廣大地區。2004年有教友2,000人（佔轄區總人口0.1%）、十個堂區、十六名司鐸。現任教區主教為克劳蒂·劳尔特。